# Helîm Yûsiv

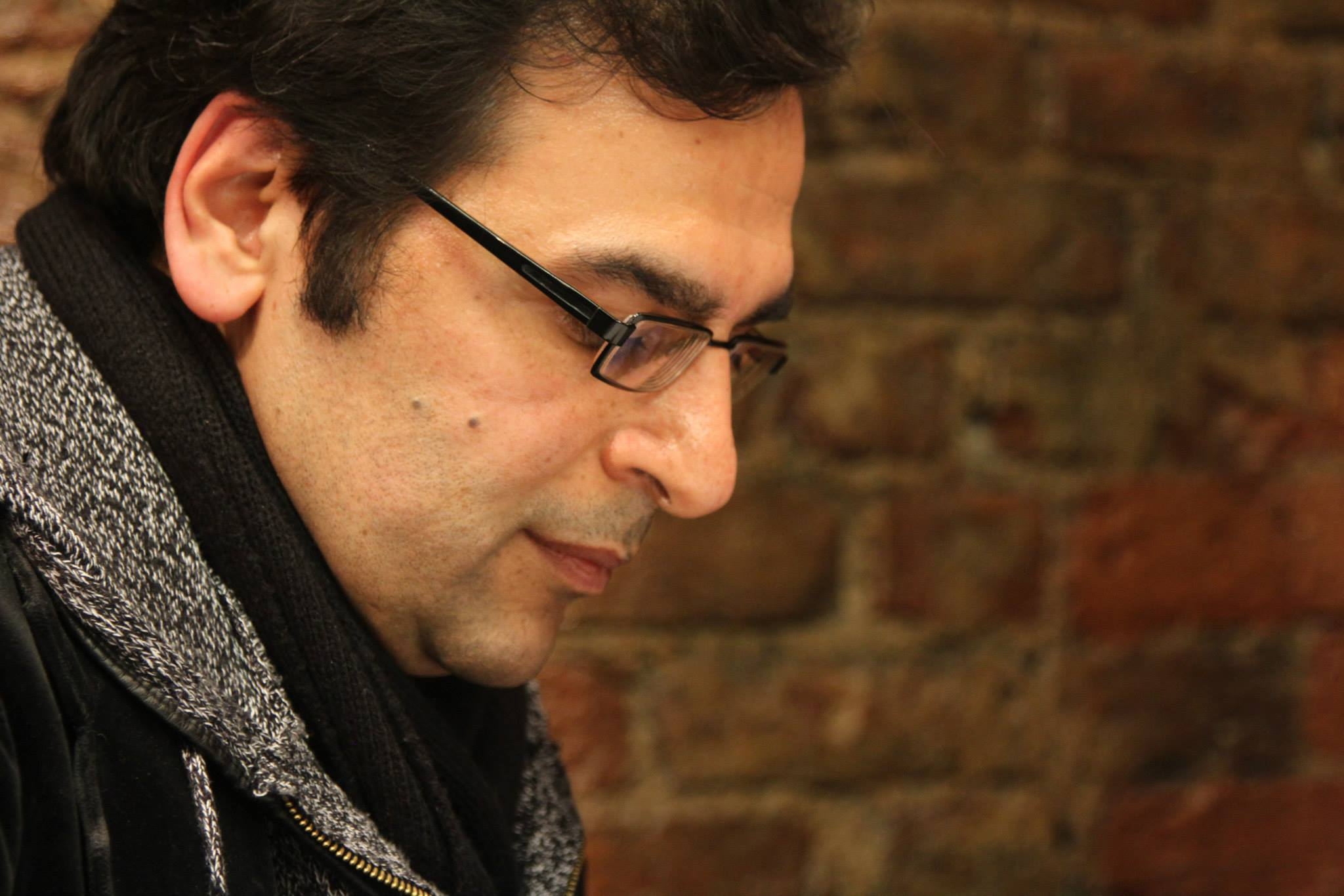
Helîm Yûsiv (2013)

Helîm Yûsiv (* 1967 in Amûdê, Syrien), alternative Schreibweise Halim Youssef, ist ein syrisch-kurdischer Schriftsteller und Jurist.

## Leben
Nach dem Abitur studierte Yûsiv Jura an der Universität von Aleppo. Er schreibt auf Kurdisch und Arabisch. Seine Werke werden vorwiegend im Libanon, der Türkei und in Deutschland publiziert. Nur wenige seiner Werke konnten in Syrien erscheinen. In Deutschland wurde der Autor 1998 durch die Inszenierung seiner Erzählung Tote schlafen nicht durch das Teatra Jiyana Nu (Istanbul) erstmals bekannt.
Seit März 2000 lebt Yûsiv in Deutschland, bis 2004 in Berlin, seitdem in Wuppertal. Yûsiv engagiert sich für die Menschenrechte der Kurden Syriens, insbesondere beklagt er dabei die Unterdrückung der kurdischen Sprache und Literatur. Bekannt ist er vor allem als Moderator einer kritischen Literatursendung eines kurdischen Fernsehsenders. 2002 und 2003 übernahm er die kurdischsprachige Redaktion des 2. und des 3. Kurdischen Filmfestivals Berlin. Er ist Gründungsmitglied der Union der Intellektuellen aus Westkurdistan im Ausland. Neben anderen Beiträgen hat er für die Berliner Gesellschaft zur Förderung der Kurdologie e. V. insbesondere über kurdische Zeitschriften in Syrien referiert und geschrieben. Außerdem hat er den Kurdischen Romanpreis 2015 in Sulaymaniyah im irakischen Kurdistan erhalten. Er ist Mitglied des deutschen PEN-Zentrums. Bislang wurden seine Werke auf Kurdisch, Arabisch, Türkisch, Persisch, Englisch und Deutsch veröffentlicht.

## Werke
- Der schwangere Mann – Erzählungen (1991 arabisch, Damaskus, 1997 kurdisch, Istanbul, 2004 deutsch, Münster) Rezension Kurdische Studien / Unrast
- Die Frau im hohen Stockwerk – Erzählungen (1995 arabisch, Beirut; 1998 kurdisch, Istanbul)
- Die Toten schlafen nicht – Erzählungen (1996 kurdisch, Istanbul)
- Sobarto – Roman (1999 kurdisch, Istanbul; 1999 arabisch, Beirut)
- Mem ohne Zîn – Erzählungen (2003 kurdisch, Diyarbakir/Istanbul)
- Angst ohne Zähne – Roman (2006 kurdisch, Diyarbakir/Istanbul)
- Wenn Fische durstig werden – Roman (2008 kurdisch, Diyarbakir/Istanbul)
- Ausländer Pascha – Erzählungen (2011 kurdisch, Diyarbakir/Istanbul)
- 99 zerstreute Perlen – Roman (2015 kurdisch, Diyarbakir/Istanbul)
- Ein Monster in mir – Roman (2018 kurdisch, Diyarbakir/Istanbul, 2019 arabisch, Ägypten-Kairo)
- Fliegen mit gebrochenen Flügeln – Roman (2019 kurdisch, Diyarbakir/Istanbul)

Theaterstücke, die auf seinen Werken beruhen:
- Republik der Narren – Uraufführung 1998 – Istanbul
- Die Hinrichtung einer Nase – Uraufführung 2002 – Berlin
- Schuhe und Kopf – Uraufführung 2007 – Diyarbakir
- Hauptbahnhof der Welt – Uraufführung 2018 – Wuppertal

## Zitate über Yûsiv
- Über Der schwangere Mann: „Die Geschichten aus 'Der schwangere Mann’ kommen ohne Kleidung, ja selbst ohne Flicken, das heißt völlig nackt, zu uns. Mit einer besonderen Phantasie und einer sehr schönen poetischen Sprache bearbeitet der Autor ungepflügte Erde und baut mit künstlerischen Methoden eine unbekannte Welt auf. Diese unbekannte und erstaunliche Welt formt er mit geläufigen und vertrauten Worten. Außerdem wird das durch seinen schwarzen Humor erzeugte Lachen zur Waffe gegen die Machthaber – die Unterdrücker in einer rückständigen Gesellschaft. Helîm Yûsiv ist ein Schriftsteller, in den man große Hoffnungen setzen kann.“ (Xalid Xalîfe in der Zeitung Alif, Zypern)
- „Wegen seines Humors lacht der Leser manchmal über die Personen in der Geschichte und manchmal über sich selbst.“ (der syrische Schriftsteller Sevkî Bexdadî)
- „Mit ‚Der schwangere Mann‘ eröffnet Helîm Yûsiv ungewöhnliche Innenansichten kurdischen Lebens. Eine gleichermaßen tiefgreifende und kurzweilige Lektüre, die sich lohnt – sowohl für Menschen, die einfach gern lesen, als auch für jene, die sich professionell mit der Analyse der kurdischen Gesellschaft befassen.“ (Judith Wolf, Kurdische Studien)
- „Er sei nicht von der Idee zu überzeugen, die Welt sei ein kleines abgeschlossenes Dorf, gibt der Autor seinen Lesern als Lektürehinweis mit auf den Weg. Aber man darf sich nicht täuschen. Trotz Handy und Internet wissen wir so gut wie nichts über die Kurden im nördlichen Syrien. Mit Helîm Yûsivs Geschichten können wir deren Leben zumindest erahnen und vielleicht verstehen, warum der Autor die dringende Hoffnung ausdrückt, die Männer, die ihm vor Jahren auf der Straße den Weg versperrten, mögen niemals erfahren, ‚daß ihr über sie in deutscher Sprache lesen könnt. Sie würden sonst auf jeden Fall bereuen, daß sie mich lebend entkommen ließen‘. Mit tollwütigen Eseln muß sich eben nicht nur das vermutlich gar nicht so fiktive Personal in Helîm Yûsivs Erzählungen herumplagen.“(Dirk Ruder, Junge Welt)